# Towanda (Illinois)
Towanda es una villa ubicada en el condado de McLean en el estado estadounidense de Illinois. En el Censo de 2010 tenía una población de 480 habitantes y una densidad poblacional de 247,11 personas por km².

## Geografía
Towanda se encuentra ubicada en las coordenadas 40°33′48″N 88°54′3″O / 40.56333, -88.90083. Según la Oficina del Censo de los Estados Unidos, Towanda tiene una superficie total de 1,94 km², de la cual 1,94 km² corresponden a tierra firme y (0%) 0 km² es agua.

## Demografía
Según el censo de 2010, había 480 personas residiendo en Towanda. La densidad de población era de 247,11 hab./km². De los 480 habitantes, Towanda estaba compuesto por el 98,54% blancos, el 0% eran afroamericanos, el 0% eran amerindios, el 0,42% eran asiáticos, el 0% eran isleños del Pacífico, el 0% eran de otras razas y el 1,04% pertenecían a dos o más razas. Del total de la población el 0,63% eran hispanos o latinos de cualquier raza.